# 吉安路
吉安路，元元贞元年（1295年）改吉州路置，治庐陵县（今江西吉安市）。辖境相当今江西省吉水、万安两县间赣江流域及安福、永新等县地。属江西等处行中书省。至正二十二年（1362年）朱元璋改为吉安府。 
元置吉安路，取吉州和安福州首字为名，并赋“吉泰平安”之意。 